# Jean Nicolas Bréon
Jean Nicolas Bréon (Sierck-les-Bains, 27 settembre 1785 – Noyon, 19 giugno 1864) è stato un botanico e giardiniere francese.

## Biografia
Dal 1809 lavorò come giardiniere studente presso il Museo Nazionale di Storia Naturale di Parigi, dopo fece il botanico/giardiniere presso il giardino botanico di Ajaccio (1813). Nel febbraio 1815 fu nominato giardiniere-botanico della Marina Francese. Breon fu il primo direttore (1817-1831) del Jardin du Roy (ora il Jardin de l'État) nella Ile Bourbon (oggi Riunione). Quando rimase a Riunione, organizzò diversi viaggi botanici nel Madagascar, Maldive e nella penisola arabica.
Il genere Breonia è stato chiamato in suo onore dal botanico Achille Richard – il genere Breonadia (famiglia delle Rubiacee) porta il suo nome.

## Opere principali
- Catalogue des plantes cultivées au Jardin botanique et de naturalisation de île Bourbon, Saint-Denis, Ile Bourbon : Impr du Gouvernement, 1820.
- Supplément au catalogue des plantes cultivées aux jardins royaux de l'île Bourbon, Saint-Denis, Ile Bourbon : [s.n.], 1822.
- Catalogue des oignons et bulbes à fleurs qui se trouvent chez, Paris : impr. Pollet, (circa 1840).[3]